# 나카자와 케이지
나카자와 케이지(일본어: 中沢啓治, 1939년 3월 14일 ~ 2012년 12월 19일)는 일본의 만화가로 군국주의에 대한 비판과 핵무기에 반대하는 만화를 그린 것으로 유명하며, 실제로도 원폭 피해자이다.

## 생애
1939년 3월 14일, 히로시마현의 히로시마시(지금의 히로시마시 나카구))에서 태어났으며, 《맨발의 겐》의 줄거리처럼 자신이 초등학교 1학년이었던 1945년에 원자 폭탄으로 거의 모든 가족을 잃고, 그의 어머니와 함께 살아 남게 된다. 그는 아버지가 화가였던 영향을 받아 간판업에 종사하면서 만화를 공부해 1961년, 도쿄로 올라와 활동을 본격적으로 시작한다. 이후 1968년, 《검은 비에 맞아서》를 시작으로 1973년부터 〈주간 소년 점프〉에 《맨발의 겐》을 연재하였는데, 이 책이 여러 나라로 수출되었고, 영화, 오페라, 애니메이션으로 제작되었다. 이후, 그는 자신의 경험을 바탕으로 원폭이나 전쟁에 관련된 작품들을 계속 발표했다. 일본의 제국주의와 그 만행을 강하게 비판한 작가로 유명하다. 2009년 말에. 그는 당뇨병과 비슷한 원폭휴유증으로 시력이 나빠져 활동을 접었다. 사망하기 전까지 사이타마현 도코로자와시에 거주 하였다. 2012년 12월 19일 폐암으로 사망하였다. 향년 74세.

## 주요 저서
- 《검은 비를 맞아서》
- 《맨발의 겐》
- 《나카자와 케이지 평화 만화 시리즈》
- 《맨발의 겐은 원폭을 잊지 않는다》

## 수상 경력
- 일본 기자회 장려상
- 체코 킬로비라리 영화제 원작상
- 영국 골든발른상
- 미국 댈러스시 명예 시민 칭호 수여
- 히로시마 홈텔레비전 문화상[2]